# Hans von Meibom
Hans Christian Ludwig von Meibom (né le 11 juillet 1879 à Hanovre et mort le 18 novembre 1960 à Berlin) est un avocat administratif allemand de la province de Posnanie.

## Biographie
Ses parents sont Sophie Westernacher et l'avocat Hubert von Meibom-Olderndorf. Hans von Meibom étudie le droit à l'Université Robert-Charles de Heidelberg à partir de 1898 et devient membre du Corps Vandalia Heidelberg (de).  Après le premier examen d'État, il est avocat stagiaire au tribunal régional supérieur de Celle (de). Après l'examen d'évaluateur au tribunal de chambre, il passe de l'administration de la justice à l'administration intérieure du royaume de Prusse. Il est arrivé au bureau de l'arrondissement de Gnesen (de) en 1906 en tant qu'évaluateur du gouvernement.
En 1908, il est nommé chef de la Commission d'établissement prussienne à Posen. En 1914, il devient administrateur de l'arrondissement de Meseritz, qui appartient à la frontière Posnanie-Prusse-Occidentale après que l'Empire allemand ait cédé son territoire dans le traité de paix de Versailles. De 1921 à 1933, von Meibom est membre du Conseil d'État prussien, à partir de 1930 en tant que 2e vice-président. De 1922 à 1933, il est membre du Parlement provincial de Posnanie-Prusse-Occidentale (de). De 1929 à 1933, il est également membre du conseil d'administration des conseils d'arrondissements allemands (de). En janvier 1933, il est nommé successeur de Friedrich von Bülow en tant que haut président par intérim de la région frontalière Posnanie-Prusse-Occidentale, basée à Schneidemühl. Après la victoire électorale du Parti national-socialiste des travailleurs allemands aux élections du Reichstag en mars 1933, il est mis en retraite anticipée en 1934, à l'âge de 55 ans.
Von Meibom est membre du DNVP et chef de la Société sans loi de Berlin.
Il est chevalier honoraire de l'Ordre de Saint-Jean depuis 1912 et chevalier légal en 1926. Il appartient aux coopératives provinciales de Brandebourg et de Posnanie-Prusse-Occidentale. En 1949, il reçoit le titre honorifique de commissaire honoraire. Son fils Hanspeter von Meibom est également commissaire honoraire, son petit-fils Hans-Dieter von Meibom (de) est à nouveau commissaire de la coopérative rhénane, puis chancelier de toute la congrégation.